# Fairfield (Texas)
Fairfield ist die Bezirkshauptstadt und Sitz der Countyverwaltung (County Seat) des Freestone County im US-Bundesstaat Texas in den Vereinigten Staaten. Das U.S. Census Bureau hat bei der Volkszählung 2020 eine Einwohnerzahl von 2850 ermittelt.

## Geographie
Die Stadt liegt an der Kreuzung der Interstate 45 mit den U.S. Highway 75 und 84 im Zentrum des Countys im mittleren Osten von Texas und hat eine Gesamtfläche von 11,7 km².

## Geschichte
Gegründet wurde der Ort mit dem Namen Mound Prairie, allerdings 1850 umbenannt, als der Ort Sitz der Countyverwaltung wurde.

## Demografische Daten
Nach der Volkszählung im Jahr 2000 lebten hier 3.094 Menschen in 1.235 Haushalten und 791 Familien. Die Bevölkerungsdichte betrug 264,9 Einwohner pro km². Ethnisch betrachtet setzte sich die Bevölkerung zusammen aus 71,46 % weißer Bevölkerung, 21,43 % Afroamerikanern, 0,26 % amerikanischen Ureinwohnern, 0,68 % Asiaten, 0,00 % Bewohnern aus dem pazifischen Inselraum und 4,65 % aus anderen ethnischen Gruppen. Etwa 1,52 % waren gemischter Abstammung und 10,50 % der Bevölkerung waren spanischer oder lateinamerikanischer Abstammung.
Von den 1.235 Haushalten hatten 30,7 % Kinder unter 18 Jahre, die im Haushalt lebten. 46,2 % davon waren verheiratete, zusammenlebende Paare. 13,5 % waren allein erziehende Mütter und 35,9 % waren keine Familien. 32,7 % aller Haushalte waren Singlehaushalte und in 17,2 % lebten Menschen, die 65 Jahre oder älter waren. Die Durchschnittshaushaltsgröße betrug 2,41 und die durchschnittliche Größe einer Familie belief sich auf 3,06 Personen.
26,3 % der Bevölkerung waren unter 18 Jahre alt, 8,8 % von 18 bis 24, 25,9 % von 25 bis 44, 20,5 % von 45 bis 64, und 18,6 % die 65 Jahre oder älter waren. Das Durchschnittsalter war 37 Jahre. Auf 100 weibliche Personen aller Altersgruppen kamen 92,3 männliche Personen. Auf 100 Frauen im Alter von 18 Jahren und darüber kamen 87,6 Männer.

Das jährliche Durchschnittseinkommen eines Haushalts betrug 28.636 USD, das Durchschnittseinkommen einer Familie 40.871 USD. Männer hatten ein Durchschnittseinkommen von 29.643 USD gegenüber den Frauen mit 15.887 USD. Das Prokopfeinkommen betrug 16.308 USD. 18,2 % der Bevölkerung und 14,1 % der Familien lebten unterhalb der Armutsgrenze. Davon waren 20,4 % Kinder und Jugendliche unter 18 Jahren und 22,8 % waren 65 oder älter.

## Söhne und Töchter der Stadt
- Kenny Dorham (1924–1972), Jazz-Trompeter, Sänger und Komponist
- Tony Brackens (* 1974), American-Football-Spieler
- Nanceen Perry (* 1977), Leichtathletin